# Ислям II Герай
Исля́м II Гире́й (крым. II İslâm Geray, ٢ اسلام كراى‎; ? — 1588) — хан (султан) Крыма в 1584—1588 годах. Сын крымского хана Девлета I Герая.
Встречающиеся в литературе варианты написания имени: Ислям II Гирей, Ислям II Гирай, Ислам Гирей II.

## Биография
После своего вступления на престол крымский хан Девлет I Герай (1551—1577) отправил в Стамбул своего сына Ислям Герая. Царевич более тридцати лет прожил при султанском дворе в качестве почётного заложника («рехина»). В 1574 году Ислям Герай удалился из Стамбула в дервишский монастырь в Бурсе, почему потом получил прозвание «хана из дервишей». Будучи дервишем, Ислям Герай был далек от политики, занимаясь молитвами, медитацией и философскими размышлениями.
Весной 1584 года крымский хан Мехмед II Герай Тучный(1577—1584), старший брат Ислям Герая, отказался повиноваться султанским указам и осадил город Кефе. Османский султан Мурад III (1574—1595) пригласил из Бурсы в Стамбул царевича Ислям Герая и объявил его новым крымским ханом.
В мае 1584 года Ислям Герай с отрядами турецких янычар высадился в Кефе. Большинство крымских мурз во главе с Али-беем Ширином покинуло Мехмед Герая и перешло на сторону нового хана. Верность Мехмед Гераю сохранил лишь один род Мансуров. На сторону нового хана Ислям Герая перешли его братья, калга Алп Герай, Селямет Герай и Шакай Мубарек Герай. Свергнутый хан Мехмед Герай вместе с сыновьями и мансурскими мурзами бежал из-под Кефе, планируя отправиться в Ногайскую Орду, чтобы там собрать новые силы для продолжения борьбы. В погоню за ними отправились царевичи Алп, Селямет и Мубарек Гераи с конными отрядами. В окрестностях Перекопа (Ор-Капы) Мехмед Герай был перехвачен и задушен по приказу калги Алп Герая.
Ислям Герай с сопровождении турецких войск выступил из Кафы и Бахчисарай, где занял ханский престол. Ислам-Гирей назначил калгой своего брата Алп Герая (1584—1588), а нурэддином сделал другого брата Шакай Мубарак Герая.
Правление Ислям Герая (1584—1588) было ознаменовано кровавой борьбой со старшим сыном Мехмеда II Герая, Саадетом Гераем. В мае 1584 года после гибели своего отца Саадет Герай с младшими братьями Мурад и Сафа Гераями бежал в ногайские улусы. Его сопровождали мансурские мурзы, братья Есеней и Арасланей Дивеевы.
Через три месяца после воцарения Ислям Герая Саадет Герай с братьями предпринял первый поход на Крымское ханство. Ногайские мурзы предоставили царевичам военную помощь в борьбе за ханский трон. Во главе 15-тысячного ногайского войска Саадет Герай вторгся в Крым и подошел под Бахчисарай. В это время более четырех тысяч беев и мурз находились в ханской столице, ожидая от Ислям Герая пожалований в награду за свои действия под Кафой. Саадет Герай осадил Бахчисарай. После семидневной обороны хан Ислям Герай бежал из столицы. Ислям Герай прибыл в Балаклаву, откуда на судне переправился в Кефе, под защиту турецкого гарнизона. Из Бахчисарая в Кефе также бежали царевичи Алп и Селямет Гераи. Из Кефе Ислям Герай написал в Стамбул, прося военной помощи у султана.
Саадет Герай при поддержке ногайских мурз изгнал своего дядю Ислям Герая из Бахчисарая и занял ханскую столицу. Однако Саадет Герай не стал задерживаться в Бахчисарае, он взял ханскую казну и выступил в поход на Кефе. Некоторые крымские беи стали переходить на сторону Саадет Герая. В древней столице Эски-Кырыме Саадет Герай был возведен беями на ханский престол. Саадет Герай с ногайским войском осадил крепость Кефе, где укрывался свергнутый хан Ислям Герай. Османский султан Мурад III приказал кефинскому бею оказать военную помощь Ислям Гераю. Из Стамбула в Крым было отправлено 4-тысячное турецкое войско на галерах. Саадет Герай безуспешно осаждал Кефе в течение двух с половиной месяцев.
Осенью 1584 года после прибытия в Кефе турецкого войска калга Алп Герай выступил в наступление против Саадет Герая. После обстрела янычарской артиллерии ногайская конница вынуждена была отступить от Кафы. В битве в долине реки Индол, под Старым Крымом, Алп Герай разгромил Саадет Герая, который вместе с братьями Мурад и Сафа Гераями бежал из Крыма в ногайские улусы.
В следующем 1585 году Саадет Герай предпринял второй поход против своего дяди, крымского хана Ислям Герая. Но на дальних подступах к Крыму калга Алп Герай с татарским войском остановил и отбросил своего племянника. Саадет и Сафа Гераи отправились в Кумыкию, а их брат Мурад Герай уехал в Астрахань, где поступил на службу к русскому царю Фёдору Иоанновичу.
Держась на престоле исключительно с помощью турок, крымский хан Ислям II Герай в противоположность своему предшественнику вёл себя по отношению к османскому султану крайне покорно и униженно, введя обычай, по которому на общественной молитве имя султана стало поминаться ранее имени хана.
Крымский хан Ислям Герай организовывал разорительные походы на южные московские и польско-литовские владения. В июне 1587 года 40-тысячная татарская орда под предводительством калги Алп Герая и Селямет Герая вторглась в южнорусские земли. Царское правительство отправило против татар большое войско, которое расположилось под Тулой. Но крымские царевичи не стали продвигаться к Оке и ограничились разорением приграничной окраины. При приближении русских полков крымские татары поспешно отступили в степи. В ходе преследования воеводы разгромили большинство татарских «загонов», не успевших соединиться с главными силами. В боях погибло около тридцати тысяч татар и ногайцев.
В правление Ислям Герая запорожские казаки совершали рейды на турецко-крымские владения, были разорены Аккерман и Гезлев.
Зимой 1588 года крымский хан Ислям Герай двинулся с татарским войском в поход на польско-литовские владения. Его сопровождали братья Алп Герай и Фетих Герай. Хан прибыл в Аккерман, где стал ждать прибытия турецких войск, которые должны были действовать вместе с татарами. В марте 1588 года крымский хан Ислям Герай скончался в Аккермане.